# Uwe Clausmeier
Uwe Clausmeier (* 9. Dezember 1959) ist ein ehemaliger deutscher Fußballspieler.

## Werdegang
Der Stürmer Uwe Clausmeier begann seine Karriere beim SC Herford, mit dem er 1979 in die 2. Bundesliga aufstieg. In der folgenden Saison blieb Clausmeier jedoch ohne Einsatz, so dass er im Sommer 1980 zum Oberligisten Bünder SV wechselte. Ein Jahr später stieg Clausmeier mit Bünde ab und er wechselte zum Zweitligisten SG Wattenscheid 09. Dort gab er am 8. August 1981 bei der 0:3-Niederlage seiner Mannschaft bei Alemannia Aachen sein Zweitligadebüt. Nach 18 Zweitligaspielen, bei dem ihm ein Tor gelang, wurde Clausmeier in der folgenden Saison 1982/83 nicht mehr berücksichtigt. Er spielte noch ein Jahr für die Amateurmannschaft, bevor er im Sommer 1984 Wattenscheid mit unbekanntem Ziel verließ.